# Rize (provins)

Karta över Turkiet med Rize markerat.

Rize är en provins i den nordöstra delen av Turkiet. Den har totalt 366 000 invånare (2000). Provinshuvudstad är Rize. 

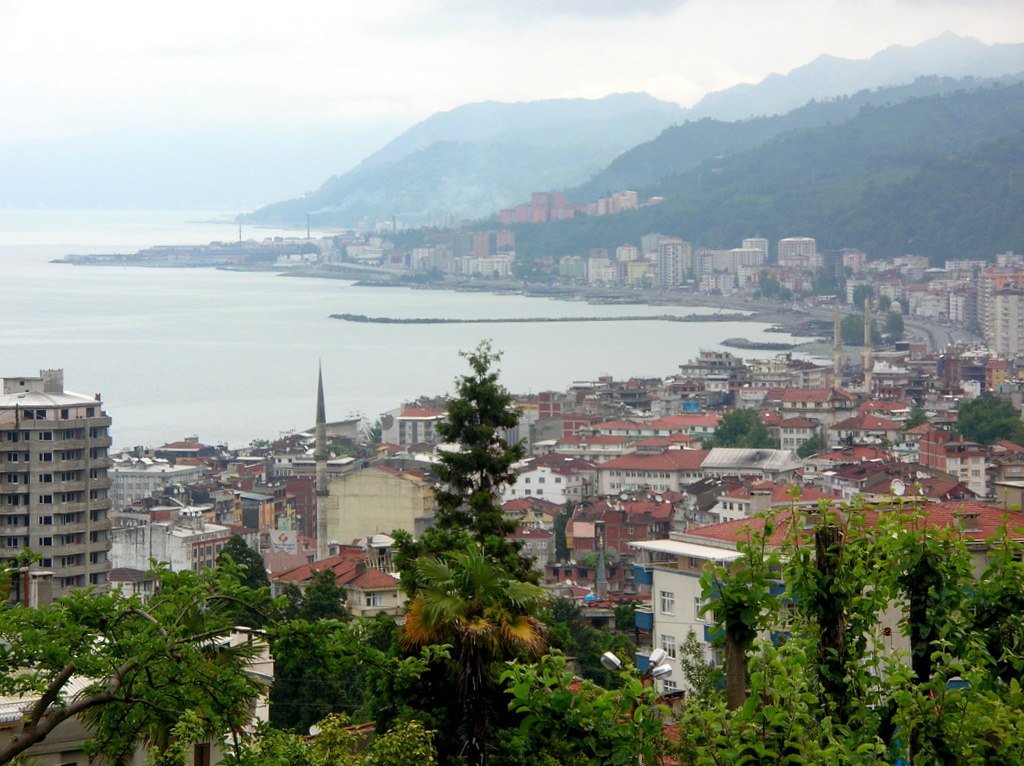
Rize

## Sport

### Fotboll
- Çaykur Rizespor